# Андрадит
Андради́т (англ. Androdite от порт. Andrade, имя собственное) — группа изоморфных минералов, островные силикаты из группы гранатов. Назван в честь бразильского минералога Жозе Бонифацио де Андрада е Силва (порт. José Bonifácio de Andrade e Silva, 1763—1838).
Андрадиты — сравнительно широко распространённая группа гранатоидов, как правило, они встречается в виде отдельных хорошо образованных метаморфических кристаллов ромбододекаэдрического или тетрагонтриоктаэдрического облика, с характерной штриховкой на гранях. Кристаллы  образуют незакономерные сростки, друзы, кристаллические корки в трещинах и пустотах горных пород. Также обнаруживаются в виде прожилков, отдельных зёрен и вкрапленности.

## Свойства
Примерный химический состав андрадитов (в процентах): СаO — 33,10, Fe2O3 — 31,43, SiO2 — 35,47. Кристаллы хрупкие, спайность весьма несовершенная или отсутствует, иногда наблюдается отдельность. Излом неровный до полураковистого. В концентрированной соляной кислоте андрадит растворяется с трудом. Слабо магнитный, под паяльной трубкой сплавляется в магнитный королёк.

## Разновидности
В зависимости от примесей, цвета и блеска отличают несколько форм:
- демантоид (зелёный);
- топазолит (розовато-жёлтый до лимонно-жёлтого);
- колофонит (красновато-коричневый, цвета канифоли, смоляной блеск);
- желлетит (светло-зелёный);
- меланит (чёрного цвета, содержит TiO2).

## Происхождение
Наряду с альмандином является наиболее широко распространённым в Земной коре представителем группы гранатов. Андрадит образуется в ходе контактово-метасоматических и метаморфических процессов, встречается в скарнах в ассоциации с магнетитом, эпидотом, хлоритами, пиритом, кварцем, кальцитом и др.

## Практическое значение
Обычный андрадит ювелирного применения не имеет (за исключением сравнительно редкой драгоценной разновидности — демантоида), но в виде хорошо образованных кристаллов, друз и кристаллических щёток популярен как красивый декоративно-коллекционный материал.